# Seiya Fujita
Seiya Fujita (藤田 征也 Fujita Seiya?) (Sapporo, Hokkaido; 2 de junio de 1987) es un futbolista japonés. Juega de interior derecho y su equipo actual es el Tokushima Vortis.

## Trayectoria
En 2003 cuando aun era jugador del Consadole Sub-18, participó en la 1.ª ronda de la Copa del Emperador con el primer equipo con 16 años, convirtiéndose entonces en el jugador más joven en debutar con el Consadole Sapporo. En 2005 debutó con el primer equipo en la última jornada de la J. League Division 2 ante el Sagan Tosu cuando aún no formaba parte de la primera plantilla, siendo así el primer juvenil del club en conseguirlo.
En 2006 finalmente ya formó parte de la primera plantilla y jugó en 30 partidos demostrando poco a poco algunos detalles de calidad. Al final de temporada jugó de titular en los últimos partidos en la Copa del Emperador, donde el Consadole Sapporo llegó a las semifinales.
Tras su gran inicio de temporada en 2007, fue convocado con la selección japonesa sub-20 para participar en la Copa Mundial de Fútbol Sub-20 de 2007.
Durante la temporada 2008, en la vuelta después de 5 años del Consadole Sapporo a la J. League Division 1, tuvo pocos minutos por culpa de varias lesiones. Esa temporada finalmente el Consadole Sapporo descendió de nuevo a la J. League Division 2.
Tras 5 años en la primera plantilla, y varios en las categorías inferiores del club, el 23 de diciembre de 2010 fichó por el Albirex Niigata.

## Estilo de juego
Centrocampista de banda derecha, es un jugador muy rápido y con gran precisión en sus centros, interior clásico japonés de mucha resistencia y largo recorrido pero frágil físicamente.

## Selección nacional
- 2001  Japón sub-14
- 2002  Japón sub-15
- 2003  Japón sub-16
- 2004  Japón sub-17 Mundial Juvenil de Argentina
- 2007  Japón sub-20 Mundial Sub-20 de Canadá 4 partidos

## Clubes
Actualizado al último partido jugado el 16 de marzo de 2014.
| Club                     | País  | Año       | Partidos (Liga) | Goles (Liga) |
| ------------------------ | ----- | --------- | --------------- | ------------ |
| Consadole Sapporo        | Japón | 2005-2010 | 166             | 13           |
| Albirex Niigata          | Japón | 2011-2013 | 63              | 2            |
| Shonan Bellmare (cedido) | Japón | 2014      | 2               | 0            |
| Shonan Bellmare          | Japón | 2015-2018 |                 |              |
| Tokushima Vortis         | Japón | 2019-     |                 |              |

## Palmarés

### Títulos nacionales
| Título         | Club            | País  | Año  |
| -------------- | --------------- | ----- | ---- |
| J2 League      | Shonan Bellmare | Japón | 2017 |
| Copa J. League | Shonan Bellmare | Japón | 2018 |

- Datos: Q210085